# Hec Phillips
Hec Phillips, född 26 maj 1889, död 7 oktober 1948, var en friidrottare från Kanada. Han deltog vid olympiska sommarspelen 1920 och olympiska sommarspelen 1924.